# Ami Bost
Pour les articles homonymes, voir Bost.
Ami Bost, né le 10 juin 1790 à Genève et mort le 24 décembre 1874 à La Force (Dordogne), est un pasteur protestant suisse, connu pour son ministère itinérant dans le cadre du Réveil protestant francophone, dont il est l'un des initiateurs.

## Biographie
Paul Ami Isaac David Bost, dit Ami Bost, est le fils de Jean Pierre Marc Bost (né à Genève en 1764) et de Marie Anne Pernette Perron,. Son père est cordonnier, puis instituteur et responsable d'un groupe morave. Ses ancêtres paternels, huguenots originaires de Beaumont-lès-Valence dans le Dauphiné, se sont réfugiés à Genève.
Ami Bost épouse en 1814 Jeanne Françoise, dite Jenny Pattey, fille d'un orfèvre. Ils ont neuf fils et une fille, six fils deviendront pasteurs. Jean Antoine dit John Bost (1817-1881) est connu comme fondateur d'asiles pour personnes handicapées, la Fondation John Bost ; Théophile Bost (1828-1910) est pasteur à Hodimont (Belgique) ; Jean François dit Ami Bost (junior) est homme d'affaires.

## Parcours
Ami Bost fait ses études secondaires dans un pensionnat morave à Neuwied, près de Coblence de 1798 à 1802. Il fait des études classiques puis de théologie à l'université de Genève. Il soutient une thèse de baccalauréat intitulée Theses theologicae de Christi vaticiniis erga Hierosolymae excidium en 1813.
Ami Bost est un des principaux protagonistes des débuts du Réveil. Ami de Félix Neff, il recueille et publie la correspondance de celui-ci, après son décès.
Il se retire à La Force auprès de son fils, et il meurt à Prigonrieux le 24 décembre 1874.

## Descendants
Ses fils John Bost et Théophile Bost, pasteurs. Pierre Bost, écrivain et scénariste. Jacques-Laurent Bost, journaliste.
Sa petite-fille Isabelle Bost épouse l'helléniste Louis Séchan et est la mère d'Olivier Séchan et grand-mère du chanteur Renaud Séchan dit Renaud et de son frère Thierry Séchan, écrivain.
Une autre petite-fille, Helen Bost, fille d'Ami Bost Junior, est la mère des frères Cadier,.

### Œuvres
- Lettres de Felix Neff, missionnaire protestant en Suisse et dans les départements de l'Isère et des Hautes-Alpes, Genève, Delay, 1842, 2 volumes.
- Histoire ancienne et moderne de l’Église des Frères de Bohême et de Moravie, depuis son origine jusqu'à nos jours, 1844.
- Conversation amicale sur les principales différences du jésuitisme et du protestantisme adressée particulièrement aux catholiques de Saumur et de Bourges, 1845.
- La lettre et l'esprit de l’Écriture Sainte quant au ministère de la parole, 1858.
- Mémoires pouvant servir à l'histoire du réveil religieux des Églises protestantes de la Suisse et de la France, et à l'intelligence des principales questions théologiques et ecclésiastiques du jour, 1854.
- A. Bost a composé des mélodies de cantiques. L'une d'elles a été reprise par Théodore Monod en 1895, qui en est l'auteur des paroles : Non point à nous, Seigneur[10].